# Marele Premiu al Bahrainului din 2022
Marele Premiu al Bahrainului din 2022 (cunoscut oficial ca Formula 1 Gulf Air Bahrain Grand Prix 2022) a fost o cursă de Formula 1 care a avut loc între 18 și 20 martie 2022 pe Circuitul Internațional Bahrain din Sakhir, Bahrain. Cursa a fost prima etapă a Campionatului Mondial de Formula 1 al FIA din 2022, fiind pentru a optsprezecea oară când această cursă are loc în Bahrain.

## Context

### Intrări
Piloții și echipele au fost aceiași ca în lista de înscrieri în sezon, cu singura excepție fiind Sebastian Vettel, care a fost înlocuit de Nico Hülkenberg, deoarece acesta a fost testat pozitiv cu coronavirus. În această cursă urmează să debuteze în Formula 1 chinezul Zhou Guanyu.

### Alegerea pneurilor
Furnizorul de anvelope, Pirelli, a adus compușii de anvelope C1, C2 și C3 (desemnați ca dur, mediu și respectiv moale) pentru ca echipele să le folosească în eveniment.

## Antrenamentele libere
Au avut loc trei sesiuni de antrenament pentru Marele Premiu, fiecare cu o durată de o oră. Prima sesiune de antrenament a fost vineri, 18 martie, și a început la ora locală 15:00 (ora 14:00, ora României). A doua sesiune a avut loc tot pe 18 martie și a început la ora locală 18:00. A treia sesiune de antrenament s-a desfășurat pe 19 martie, începând cu ora locală 15:00.
| Poz.   | Nr. | Pilot            | Constructor     | Timpi    |
| ------ | --- | ---------------- | --------------- | -------- |
| 1      | 10  | Pierre Gasly     | AlphaTauri-RBPT | 1:34,139 |
| 2      | 16  | Charles Leclerc  | Ferrari         | +0,364s  |
| 3      | 55  | Carlos Sainz Jr. | Ferrari         | +0,418s  |
| Sursa: |     |                  |                 |          |

| Poz.   | Nr. | Pilot            | Constructor          | Timpi    |
| ------ | --- | ---------------- | -------------------- | -------- |
| 1      | 1   | Max Verstappen   | Red Bull Racing-RBPT | 1:31,936 |
| 2      | 16  | Charles Leclerc  | Ferrari              | +0,087s  |
| 3      | 55  | Carlos Sainz Jr. | Ferrari              | +0,584s  |
| Sursa: |     |                  |                      |          |

| Poz.   | Nr. | Pilot           | Constructor          | Timpi    |
| ------ | --- | --------------- | -------------------- | -------- |
| 1      | 1   | Max Verstappen  | Red Bull Racing-RBPT | 1:32,544 |
| 2      | 16  | Charles Leclerc | Ferrari              | +0,096s  |
| 3      | 11  | Sergio Pérez    | Red Bull Racing-RBPT | +0,247s  |
| Sursa: |     |                 |                      |          |

## Clasament

### Calificări
Calificările s-au desfășurat începând cu ora locală 18:00 (ora 17:00, ora României), pe 19 martie.
| Poz.                  | Nr. | Pilot            | Constructor                  | Timpi calificări | Timpi calificări | Timpi calificări | Grila finală |
| Poz.                  | Nr. | Pilot            | Constructor                  | Q1               | Q2               | Q3               | Grila finală |
| --------------------- | --- | ---------------- | ---------------------------- | ---------------- | ---------------- | ---------------- | ------------ |
| 1                     | 16  | Charles Leclerc  | Ferrari                      | 1:31,471         | 1:30,932         | 1:30,558         | 1            |
| 2                     | 1   | Max Verstappen   | Red Bull Racing-RBPT         | 1:31,785         | 1:30,757         | 1:30,681         | 2            |
| 3                     | 55  | Carlos Sainz Jr. | Ferrari                      | 1:31,567         | 1:30,787         | 1:30,687         | 3            |
| 4                     | 11  | Sergio Pérez     | Red Bull Racing-RBPT         | 1:32,311         | 1:31,008         | 1:30,921         | 4            |
| 5                     | 44  | Lewis Hamilton   | Mercedes                     | 1:32,285         | 1:31,048         | 1:31,238         | 5            |
| 6                     | 77  | Valtteri Bottas  | Alfa Romeo-Ferrari           | 1:31,919         | 1:31,717         | 1:31,560         | 6            |
| 7                     | 20  | Kevin Magnussen  | Haas-Ferrari                 | 1:31,955         | 1:31,461         | 1:31,808         | 7            |
| 8                     | 14  | Fernando Alonso  | Alpine-Renault               | 1:32,346         | 1:31,621         | 1:32,195         | 8            |
| 9                     | 63  | George Russell   | Mercedes                     | 1:32,269         | 1:31,252         | 1:32,216         | 9            |
| 10                    | 10  | Pierre Gasly     | AlphaTauri-RBPT              | 1:32,096         | 1:31,635         | 1:32,338         | 10           |
| 11                    | 31  | Esteban Ocon     | Alpine-Renault               | 1:32,041         | 1:31,782         | N/A              | 11           |
| 12                    | 47  | Mick Schumacher  | Haas-Ferrari                 | 1:32,380         | 1:31,998         | N/A              | 12           |
| 13                    | 4   | Lando Norris     | McLaren-Mercedes             | 1:32,239         | 1:32,008         | N/A              | 13           |
| 14                    | 23  | Alexander Albon  | Williams-Mercedes            | 1:32,726         | 1:32,664         | N/A              | 14           |
| 15                    | 24  | Zhou Guanyu      | Alfa Romeo-Ferrari           | 1:32,493         | 1:33,543         | N/A              | 15           |
| 16                    | 22  | Yuki Tsunoda     | AlphaTauri-RBPT              | 1:32,750         | N/A              | N/A              | 16           |
| 17                    | 27  | Nico Hülkenberg  | Aston Martin Aramco-Mercedes | 1:32,777         | N/A              | N/A              | 17           |
| 18                    | 3   | Daniel Ricciardo | McLaren-Mercedes             | 1:32,945         | N/A              | N/A              | 18           |
| 19                    | 18  | Lance Stroll     | Aston Martin Aramco-Mercedes | 1:33,032         | N/A              | N/A              | 19           |
| 20                    | 6   | Nicholas Latifi  | Williams-Mercedes            | 1:33,634         | N/A              | N/A              | 20           |
| Regula 107%: 1:37,873 |     |                  |                              |                  |                  |                  |              |
| Sursa:                |     |                  |                              |                  |                  |                  |              |

### Cursa
Cursa a început la ora locală 18:00 pe 20 martie și a durat 57 de tururi.
| Poz.                                                               | Nr. | Pilot            | Constructor                  | Tururi | Timp/Retras | Puncte |
| ------------------------------------------------------------------ | --- | ---------------- | ---------------------------- | ------ | ----------- | ------ |
| 1                                                                  | 16  | Charles Leclerc  | Ferrari                      | 57     | 1:37:33,584 | 26     |
| 2                                                                  | 55  | Carlos Sainz Jr. | Ferrari                      | 57     | +5,598s     | 18     |
| 3                                                                  | 44  | Lewis Hamilton   | Mercedes                     | 57     | +9,675s     | 15     |
| 4                                                                  | 63  | George Russell   | Mercedes                     | 57     | +11,211s    | 12     |
| 5                                                                  | 20  | Kevin Magnussen  | Haas-Ferrari                 | 57     | +14,754s    | 10     |
| 6                                                                  | 77  | Valtteri Bottas  | Alfa Romeo-Ferrari           | 57     | +16,119s    | 8      |
| 7                                                                  | 31  | Esteban Ocon     | Alpine-Renault               | 57     | +19,423s    | 6      |
| 8                                                                  | 22  | Yuki Tsunoda     | AlphaTauri-RBPT              | 57     | +20.386s    | 4      |
| 9                                                                  | 14  | Fernando Alonso  | Alpine-Renault               | 57     | +22,390s    | 2      |
| 10                                                                 | 24  | Zhou Guanyu      | Alfa Romeo-Ferrari           | 57     | +23,064s    | 1      |
| 11                                                                 | 47  | Mick Schumacher  | Haas-Ferrari                 | 57     | +32.574s    |        |
| 12                                                                 | 18  | Lance Stroll     | Aston Martin Aramco-Mercedes | 57     | +45,873s    |        |
| 13                                                                 | 23  | Alexander Albon  | Williams-Mercedes            | 57     | +53,932s    |        |
| 14                                                                 | 3   | Daniel Ricciardo | McLaren-Mercedes             | 57     | +54,975s    |        |
| 15                                                                 | 4   | Lando Norris     | McLaren-Mercedes             | 57     | +56,335s    |        |
| 16                                                                 | 6   | Nicholas Latifi  | Williams-Mercedes            | 57     | +61,795s    |        |
| 17                                                                 | 27  | Nico Hülkenberg  | Aston Martin Aramco-Mercedes | 57     | +63,829s    |        |
| 18                                                                 | 11  | Sergio Pérez     | Red Bull Racing-RBPT         | 56     | Motor       |        |
| 19                                                                 | 1   | Max Verstappen   | Red Bull Racing-RBPT         | 54     | Motor       |        |
| Ab                                                                 | 10  | Pierre Gasly     | AlphaTauri-RBPT              | 44     | Motor       |        |
| Cel mai rapid tur: Charles Leclerc (Ferrari) – 1:34,570 (turul 51) |     |                  |                              |        |             |        |
| Sursa:                                                             |     |                  |                              |        |             |        |

| Loc    | 1  | 2  | 3  | 4  | 5  | 6 | 7 | 8 | 9 | 10 | CMRT |
| Puncte | 25 | 18 | 15 | 12 | 10 | 8 | 6 | 4 | 2 | 1  | 1    |

Note
- ^1 – Include un punct pentru cel mai rapid tur.
- ^2 – Sergio Pérez și Max Verstappen nu au terminat cursa, însă au fost clasați deoarece au parcurs mai mult de 90% din cursă.[10]

## Clasament campionat după cursă
|           | Poz. | Pilot            | Puncte |
| --------- | ---- | ---------------- | ------ |
| Unchanged | 1    | Charles Leclerc  | 26     |
| Unchanged | 2    | Carlos Sainz Jr. | 18     |
| Unchanged | 3    | Lewis Hamilton   | 15     |
| Unchanged | 4    | George Russell   | 12     |
| Unchanged | 5    | Kevin Magnussen  | 10     |

|           | Poz. | Constructor        | Puncte |
| --------- | ---- | ------------------ | ------ |
| Unchanged | 1    | Ferrari            | 44     |
| Unchanged | 2    | Mercedes           | 27     |
| Unchanged | 3    | Haas-Ferrari       | 10     |
| Unchanged | 4    | Alfa Romeo-Ferrari | 9      |
| Unchanged | 5    | Alpine-Renault     | 8      |

- Notă: Doar primele cinci locuri sunt prezentate în ambele clasamente.